# جهيو غوردون
جهيو غوردون (بالإنجليزية: Jehue Gordon) مواليد 15 ديسمبر 1991، هو قافز حواجز ترينيدادي متخصص في 400 متر حواجز. مثل بلاده في الأولمبياد. فاز بالذهبية في بطولة العالم لألعاب القوى وبطولة العالم للناشئين لألعاب القوى.

## الميداليات
| الميدالية | المسابقة                                |
| --------- | --------------------------------------- |
| ذهبية     | بطولة العالم لألعاب القوى 2013          |
| ذهبية     | بطولة العالم للناشئين لألعاب القوى 2010 |

## روابط خارجية
- جهيو غوردون على موقع الاتحاد الدولي لألعاب القوى (الإنجليزية)
- جهيو غوردون على موقع الدوري الماسي (الإنجليزية)
- جهيو غوردون على موقع اللجنة الأولمبية الدولية (الإنجليزية)
- جهيو غوردون على موقع أوليمبيديا (الإنجليزية)
- جهيو غوردون على موقع اتحاد ألعاب الكومنولث (مؤرشف) (الإنجليزية)